# S. L. Narayanan
Sunilduth Lyna Narayanan (Trivandrum, 10 gennaio 1998) è uno scacchista indiano.
Ha ottenuto il titolo di Grande Maestro in dicembre 2015, all'età di 17 anni e 11 mesi.

## Carriera
- 2011 – vince a Nuova Delhi il campionato del Commonwealth nella categoria U16;[3]

- 2014 – in ottobre realizza 9 /13 nel Campionato del mondo juniores (1a norma di GM);[4]
in dicembre realizza 6 /9 nella "Philippine Cup" di Quezon City (2a norma di GM);

- 2015 – in novembre realizza 6,5 /10 nel campionato open delle Filippine (3a norma di GM);

- 2019 – in giugno è quarto con 6,5 /9 nel Campionato asiatico di Xingtai[5], qualificandosi per la Coppa del Mondo 2019, dove viene però eliminato nel primo turno (1,5-2,5) da David Antón Guijarro;

- 2020 – in marzo vince con 9 /10 il torneo blitz "March Masters Online Blitz" giocato online sul sito chess24.com;[6]

- 2022 - in marzo vince con 6,5 /9 il 1° Grandiscacchi Cattolica International superando per spareggio tecnico 6 altri giocatori.[7] Di agosto è invece la vittoria con 8/10 nel XXIII Open Internacional de Sants - Ciutat de Barcelona, per miglior spareggio tecnico sul connazionale Suri Vaibhav.[8]

Ha ottenuto il massimo rating FIDE in novembre 2022, con 2 673 punti Elo.